# Патика Володимир Пилипович
Володимир Пилипович Патика (*10 вересня 1946) — український учений у галузі біотехнології, екології, агроекології. Доктор біологічних наук, професор. Академік НААНУ. Академік АН ВШ України з 2005 р.

## Біографія
Народився в с.Мала Маньківка на Черкащині. У 1969 р. закінчив хімічний факультет КДУ ім. Т. Шевченка. У 1967—1969 рр. — старший інженер сектора молекулярної біології і генетики АН УРСР (м. Київ), у 1969—1971 р. — служба в армії, у 1971—1980 рр. — співробітник Українського НДІ сільськогосподарської мікробіології (м. Чернігів), у 1980 р. — доцент кафедри Чернігівського філіалу КПІ; у 1980—1997 рр. — зав. сектору, зав. відділу, директор Південного філіалу Інституту сільськогосподарської мікробіології ВНДІСГМ (АР Крим), у 1997—2000 рр. — директор Інституту сільськогосподарської мікробіології УААН (м. Чернігів); у 2000—2005 рр. — директор Інституту агроекології та біотехнології УААН (м. Київ), з 2005 р. — професор кафедри біотехнології факультету екологічної безпеки Національного аграрного університету. З 2006 р. — завідувач відділу фітопатогенних бактерій Інституту мікробіології і вірусолоогії ім. Д. К. Заболотного НАН України.
У 1975 р. захистив дисертацію на здобуття ступеня канд. біол. наук, присвячену природі фітотоксичних речовин ґрунтових мікроорганізмів, у 1992 р. — дисертацію на здобуття ступеня доктора біол. наук: «Роль азотфиксирующих микроорганизмов в повышении продуктивности сельскохозяйственных растений». У 1995 р. присвоєне вчене звання професора.

## Наукова діяльність
Опублікував понад 540 наукових праць, ряд оглядів, проблемних статей, 15 колективних монографій, одержав 36 патентів і авторських свідоцтв.
Підготував 11 докторів і 16 кандидатів наук.
Фундатор «Агроекологічного журналу», член редакційної ради «Мікробіологічного журналу», журналів «Мікробіологія і біотехнологія» і «Фізіологія і біохімія культурних рослин», «Вісник Харківського національного аграрного університету» (серія «Біологія»). Член спеціалізованої вченої ради при Інституті мікробіології і вірусології ім. Д. К. Заболотного НАНУ, секції комітету з Державних премій України в галузі науки і техніки.
У 1995 р. обраний дійсним членом (академіком) УААН.

## Нагороди
Премія ім. Д. К. Заболотного НАН України і Державна премія України в галузі науки і техніки (2005). Лауреат Нагороди Ярослава Мудрого АН ВШ України (2005).

## Особисте життя
Син Микола — доктор сільськогосподарських наук України, професор, академік НААНУ.